# 르노 2세 드 트리

트리 가문의 문장

르노 2세 드 트리(Renaud II de Trie, ? ~ 1324?)는 프랑스의 귀족, 군인이다. 무시(Mouchy)와 플레시빌보(Plessis-Billebaut)의 영주였으며 1313년 프랑스 원수로 임명되었다.

## 생애
르노 2세는 플레시빌보 영주인 르노 1세 드 트리(Renaud Ier de Trie)와 샹피넬(Champignelles)영주의 딸 마르게리트 드 쿠르트네(Marguerite de Courtenay)의 아들이다. 트리 가문은 보몽쉬르우아즈(Beaumont-sur-Oise)백작가와 쇼몽앙벡생(Chaumont-en-Vexin)자작가가 시조인 명망 있는 귀족 가문이었다.
그는 1313년 성령강림주일에 필리프 4세에 의해 기사로 임명된 영주들 중 한 사람이었으며, 곧 프랑스 원수의 칭호를 받았다. 그는 1324년 사망한 것으로 알려져 있다.

## 가족관계
- 아내 : 이자벨 데이(Isabelle d'Heilly) : 에이(Heilly) 영주 장 데이의 딸
  - 장남 : 필리프 드 트리(Philippe de Trie)
  - 차남 : 장 드 트리(Jean)
  - 장녀 : 알릭스 드 트리(Alix)
  - 차녀 : 잔 드 트리(Jeanne)
  - 3남 : 르노 드 트리(Renaud)